# Aegiochus gracilipes
Aegiochus gracilipes är en kräftdjursart som först beskrevs av Hansen 1895.  Aegiochus gracilipes ingår i släktet Aegiochus och familjen Aegidae. Inga underarter finns listade i Catalogue of Life.